# ЕМСіМЕД
ЕМСіМЕД — медична інформаційна система в Україні, включена до переліку медичних інформаційних систем, рекомендованих Міністерством охорони здоров'я України.
Керівник проекту — Олександр Новохацький.

## Структура і функції
Система ЕМСіМЕД розроблена відповідно до стандартів ISO та МОЗ України і містить модулі:
- електронна медична картка пацієнта,
- медичні документи (облікові медичні форми МОЗ),
- медичні кадри,
- поліклініка та реєстратура,
- стаціонар,
- лабораторія (інтеграція лабораторного обладнання),
- склад та персоніфікований облік ліків,
- статистика та звіти МОЗ,
- послуги,
- контакт-центр,
- PACS (система архівування та розсилання зображень),
- партнери,
- онлайн запис до лікаря,
- мобільний додаток пацієнта.

Основними автоматизованими системою елементами є документообіг, управління потоками пацієнтів, отримання діагностичних даних у зручному вигляді, облік персоналу, облік матеріальних цінностей для поліклінік, приватних практик, комерційної медицини, науково-дослідних інститутів, обласних клінічних центрів та інших медичних установ незалежно від форми власності, типів допомоги, що надається, кадрового складу і рівня організації.
Центральним елементом системи є пацієнт і його електронна медична карта, в якій зберігається вся інформація про історію хвороби: хто його обслуговував, які документи були створені, які послуги надані і які наступні плани.
Система передбачає можливість взаємодії усіх суб'єктів клінічного процесу: від приватного лікаря до науково-дослідного інституту, а також створена з дотриманням законодавства про облік медикаментів, вимог МОЗ до оформлення і зберігання документації, враховує бухгалтерські, фінансові та фіскальні вимоги.
Захист інформації передбачає надійне логування входу в систему, реєстрацію користувачів з чіткими налаштуваннями прав доступу адміністративним шляхом. Передбачений захист інформації на рівні бази даних. Крім того, в системі впроваджено електронний цифровий підпис. Комплекс захисту системи сертифікований Державною службою спеціального зв'язку та захисту інформації України.
У системі створені та інтегровані в єдину систему всі необхідні клієнтські сервіси. Ці комплексні рішення супроводжують пацієнта від первинної медичної допомоги до стаціонару, третього рівня медичної допомоги. Протягом усього комплексу пацієнт має одну медичну карту, з даними якої він може ознайомитися в мобільному застосунку.
Горизонтальна інтеграція дозволяє переносити дані електронної медичної карти при зміні пацієнтом лікаря, отримання довідки в басейн в мобільному додатку, якщо немає якихось складнощів або підозр з боку лікаря.
В ЕМСіМЕД інтегровані інструменти eHealth, які надаються як безкоштовний продукт відповідно до взятих розробниками зобов'язань перед державою.

## Історія
Розробка системи ЕМСіМЕД (розшифровується як «електронна медична система для медицини») почата в 2004 і збіглася з формуванням в Україні ринку комерційної медицини, який вимагав автоматизації, щоб бути ефективним і конкурентним.
В 2006-му було представлено перший повноцінний реліз системи, який дозволяв автоматизувати запис на прийом і роботу з медичними документами.
Станом на 4 травня 2018 працює сьома генерація системи, реліз 479.
5 лютого 2021 EMCImed об’єднався з медичною інформаційною системою Health24 і став частиною проекту Health24. Водночас два бренди продовжують своє існування і будуть орієнтуватися на різні потреби клієнтів. А користувачам сервісів буде  запропоновано найбільш зручну для них модель сервісного обслуговування відповідно до їхніх потреб.
При впровадженні системи розробники стикалися з відсутністю інженерно-технічної інфраструктури в лікувальних установах, низьким рівнем застосування інформаційних рішень у медицині загалом, низьким рівнем комп'ютерної грамотності співробітників медичних установ, недостатнім рівнем законодавчого регулювання електронного документообігу у сфері охорони здоров'я.
Система використовується зокрема у:
- Київському міському дитячому діагностичному центрі,
- Центрі ядерної медицини,
- Інституті фтизіатрії і пульмонології імені Ф. Г. Яновського АМН України
- декількох міських системах охорони здоров'я, зокрема повністю автоматизоване і цифризоване медзабезпечення міста Бахмут, проводиться поетапне впровадження в Черкасах, Броварах, місті Долині Івано-Франківської області.